# متلازمة الحصبة الألمانية الخلقية
متلازمة الحصبة الألمانية الخلقية أو متلازمة الحميراء الخلقية تحدث نتيجة اصابة الحوامل بفيروس الحصبة الألمانية خلال الأشهر الثلاثة الأولى من الحمل وتؤدي إلى عيوب خلقية بالجنين كالعمى والصمم وعيوب بعضلة القلب أو تؤدي إلى وفاة الجنين.

## الأسباب
تحدث نتيجة إصابة الأم والجنين في الثلاث أشهر الأولى من الحمل بفيروس الحصبة الألمانية وما يرافقها من مضعفات وتشوهات خلقية قد تؤدي إلى ولادة جنين مصاب بعيوب عديدة مثل العمى فقدان السمع ضعف بالقلب أو إلى وفاة الجنين وهو في رحم الأم أو عند ولادته أو بعد فترة من ولادته حسب تعرضه لإصابة في أماكن دقيقة مثل القلب والكبد.
قد تصل نسبة التشوهات لدى الجنين في الأشهر الثلاثة الأولى من الحمل حوالي أكثر من 80%، ونسبتها في الثلاث أشهر الوسطى حوالي من 10 - 20%، ولا توجد أي تشوهات في أخر ثلاث أشهر من الحمل.
إذا حدثت العدوى للأم قبل بداية الحمل ب 28 يوم فنسبة إصابة الجنين بالفايروس تكون حوالى 43%.
أما إذا كانت العدوى شديدة فسوف يحدث إجهاض الأم للجنين أو عيوب خلقية للجنين ووفاته وهو داخل الرحم.

## الأعراض
1-تخلف في نمو الجنين مما يؤدي إلى نقص في وزنه يكون أقل من الوزن الطبيعي.
2- تضخم الكبد والطحال والتهاب الكبد الوبائي والأنيميا والسكري بالإضافة إلى التخلف العقلي.
3- عيوب خلقية في القلب مثل الضعف العام وقد يصاب بثقب في القلب أو وجود ضيق في الشريان الرئوي في نحو 50 في المائة من الأطفال الذين تتم إصابتهم في الشهرين الأوليين من الحمل.
4-التهاب في المخ مما يؤدي إلى صغر حجم الرأس.
5-عيوب خلقية في العين مثل العمى - المياه البيضاء أو المياه الزرقاء- صغر حجم العين أو عيوب خلقية في شبكية العين.
6-عيوب خلقية في الأذن مثل الصمم أو ضعف عام في السمع.

## العلاج
بالنسبة للحامل: إن للتوعية دور كبير في تجنب مثل هذه الإصابات فمثلا توعية النساء عن أمراض الحمل ومضاعفاتها له دور كبير في التقليل من الإصابة بالمرض. يمكن إعطاء الفتيات في مرحلة الإنجاب اللقاح المضاد لهذا المرض. فحص دوري للحوامل وخاصة في الأشهر الثلاثة الأولى للتاكد من وجود الأجسام المضادة للمرض. فعند القيام بالاختبار لمعرفة نوع الأجسام فاذا كان الاختبار يصل إلى نتيجة اي جي جي (IgG) هذا يعني ان الحامل محصنة، أما إذا كان نوعها اي جي إم (IgM) فهذا يعنى انها مصابة بالحصبة الألمانية فتنصح الحامل بالإجهاض.أو تعطى جرعات مكثفة وعالية من الأيميونوجلوبين. أما إذا كان الاختبار سلبى معناه لا يوجد أجسام مضادة ولكنها قد تكون معرضه للإصابة بالفايروس. وإذا كان الاختبار إيجابي تكون الحامل مصابة بالعدوى
عند إعطاء المرأة الحامل الأيميونوجلوبين، يعاد الاختبار عليها بعد أسبوعين أو ثلاثة أسابيع. إذا كانت النتيجة سلبيه فهذا يعني انها شفيت من الفايروس أما إذا كانت إيجابية فهذا يثبت أنها مصابة بالعدوى وتنصح الأم بالقيام بعملية الإجهاض.
2-بالنسبة للطفل: لايوجد علاج حتى الآن للطفل المولود والمصاب بالعدوى ومعدل نسبة الحياة تكون لديه بين سنة إلى سنتين.

## وصلات خارجية
http://www.aawsat.com/details.asp?section=15&article=703480&issueno=12400